# Mickie James
Mickie Larre James, nascuda el 31 d'agost de 1979 és una lluitadora professional estatunidenca que treballa actualment a la Total Nonstop Action Wrestling. Entre els seus triomfs destaca un Campionat Femení de TNA.
També és cantant de country. El seu primer senzill, "Are you with me?", va ser llançat el 16 de febrer de 2010. El llançament del seu primer àlbum, "Strangers & Angels"", va ser el dia 18 de maig de 2010.
Va treballar per la World Wrestling Entertainment, on va ser cinc vegades Campiona Femenina de la WWE i una vegada Campiona de Dives de la WWE.

## Carrera

### Total Nonstop Action Wrestling
Usant el nom d'Alexis Laree, va debutar a la NWA TNA en una Batalla Real de Dives. Però no va estar gaire considerada en aquesta empresa.
Formà un equip on ajudà a Raven a guanyar el NWA World Heavyweight Championship. El 16 d'abril Jeff Jarrett la va retà junt amb Julio Dinero a una Clockwork Orange House of Fun Match, marcant la primera vegada que una dona participava en aquest perillós tipus de lluita. Jeff Jarrett va aplicar un "Powerbomb" a Mickie des de la tercera corda cap a una taula amb diners. Tot i això, Raven va acudir a atacar a Jarrett con su "Raven Effect DDT" i guanyà la lluita.
El 18 d'agost de 2003 va rebre una oferta de la World Wrestling Entertainment.

### Ohio Valley Wrestling
A l'octubre de 2003 va significar un contracte amb l'Ohio Valley Wrestling (OVW), en aquell moment un dels territoris de desenvolupament de la WWE, a Louisville, Kentucky.
En el 2004 usant novament el nom d'Alexis Laree, on inicià feus amb Jillian Hall, Melina, Trudi Denucci, Nikita Fink, Passion, Shaniqua, Melissa Coates, Ms. Blu, Beth Phoenix, i Shelly.

### World Wrestling Entertainment

#### 2005-2006

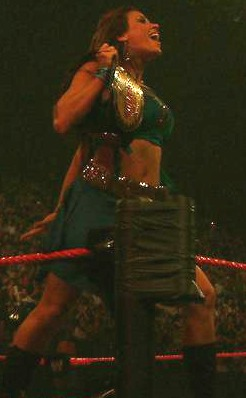
Mickie James amb el seu primer Campionat Femení de la WWE.

Va debutar el 10 d'octubre de 2005 en el programa de Raw sota el seu nom real, en el paper d'una fan obsesionada amb la lluitadora Trish Stratus. Mickie va fer la seva primera aparició quan va acuidr a defensar a Ashley i a Trish Stratus d'un atac de Victoria. La seva primera lluita televisada fou un tag team junt amb Ashley i Trish, on s'enfrentaren a Victoria, Candice Michelle i Torrie Wilson, on Mickie va ser coberta per Victoria.
El seu fanatisme per Trish Stratus la va portar a disfressar-se de Trish Stratus en un concurs i a començar a usar els moviments de Trish (la Chick Kick, redenominada "Mick Kick" i el Stratusfaction) per a guanyar les lluites. Va participar en "Fulfill Your Fantasy" Diva Battle Royal on la guanyadora tindria una oportunitat per al campionat Femení en el PPV Taboo Tuesday, en aquesta lluita va eliminar a Victoria i a ella mateixa perquè Trish obtingués la victoria.
El 12 de desembre a Raw va derrotar a Victoria amb un "Tornado DDT", rebent una lluita titular enfront a Trish en el PPV New Year's Revolution, combat que va perdre. Posteriorment, va començar a presentar conductes de lesbianisme cap a Trish, posant-la en situacions incòmodes con besar-la o interrumpir la seva duxa. En un tag team junt amb Trish i Ashley, Mickie en va tornar heel després d'atacar a Ashley. En el Royal Rumble 2006, es va enfrentar a Ashley en una lluita on Trish Stratus va ser àrbitre especial; Mickie va guanyar i va intentar celebrar el seu triomf amb Trish, però aquesta es va resistir.
Quan Mickie va intentar reconciliar-se amb Trish, aquesta última es va negar, fet que va comportar que Mickie l'ataqués, cosa que va desembocar en una lluita titular a Wrestlemania 22.
A Wrestlemania 22 Mickie va obtenir la victoria sobre Trish amb un "Micki Kick", capturant el seu primer Campionat Femení.
En Backlash, Mickie fou desqualificada en una lluita enfront a Trish. Durant les següents setmanes va ser atacada per Beth Phoenix, la nova amiga de Trish. Aquest feu no durar gaire perquè Beth es va lesionar la mandíbula en un combat contra Victoria. Mickie ca perdre el campionat femení el 14 d'agost en el programa Raw enfront a Lita després de ser golpejada amb el campionat mentre Edge distreia a l'arbitre. Mickie es va tornar face de nou. La revenja va ser el 28 d'agost a Raw, però va ser derrotada per Lita de nou.
Va sortir derrotada en l'última lluita de Trish Stratus a Raw l'11 de setembre, on després de la lluita ambdues es van abraçar, deixant clar que ja no existia rivalitat entre elles. Degut a la retirada de Trish el Campionat Femení va quedar vacant, creant-se un torneig. En dit torneig va derrotar a Victoria i Melina, però va perdre contra Lita en el PPV Cyber Sunday. El feu amb Lita va continuar fins que en el PPV Survivor Series 2006, on Mickie va capturar el seu segon campionat femení derrotant a Lita en la seva última lluita.

#### 2007-2008
En el PPV New Year's Revolution 2007 es va enfrontar i derrotar a Victoria retenint el Campionat Femení. En un breu període Mickie va acompanyar a Super Crazy en les seves lluites enfront a Melina y Johnny Nitro. El 5 de febrer a Raw, va derrotar a Melina retenint el títol, però dues setmanes després va perdre el campionat contra Melina. El 5 de març a Raw va tenir la revenja, però no va aconseguir la victoria.
Va aconseguir el campionat femení per tercera vegada en un House Show de Paris, però el va perdre una hora després, aquell mateix dia, convertint-se en el regnat més curt de la història del Campionat Femení.
En el PPV Survivor Series 2007 el seu equip va derrotar a l'equip de Beth Phoenix. A Armageddon 2007 va ser derrotada per la campiona Beth Phoenix en una lluita on el títol estava en joc.
El 14 d'abril a Raw derrota a Beth Phoenix capturant el seu quart campionat femení. En el Backlash el seu equip va sortir derrotat del Tag Team de 12 dives, però en la revenja en van sortir victorioses. Posteriorment, Beth va demanar la seva revenja pel títol; el 18 de maig en el Judgment Day Mickie James va retenir el seu campionat en una lluita on a més de Beth hi participava Melina.
En el PPV Night of Champions va retenir el seu títol enfront a Katie Lea Burchill. En el Summerslam participar en un tag team, junt amb Kofi Kingston, el Campió Intercontinental de la WWE en aquell moment, en una lluita contra Santino Marella i Beth Phoenix, on ambdós campionats estaven en joc; Mickie i Kofi va ser derrotats, perdent els seus respectius campionats.

#### 2009-2010

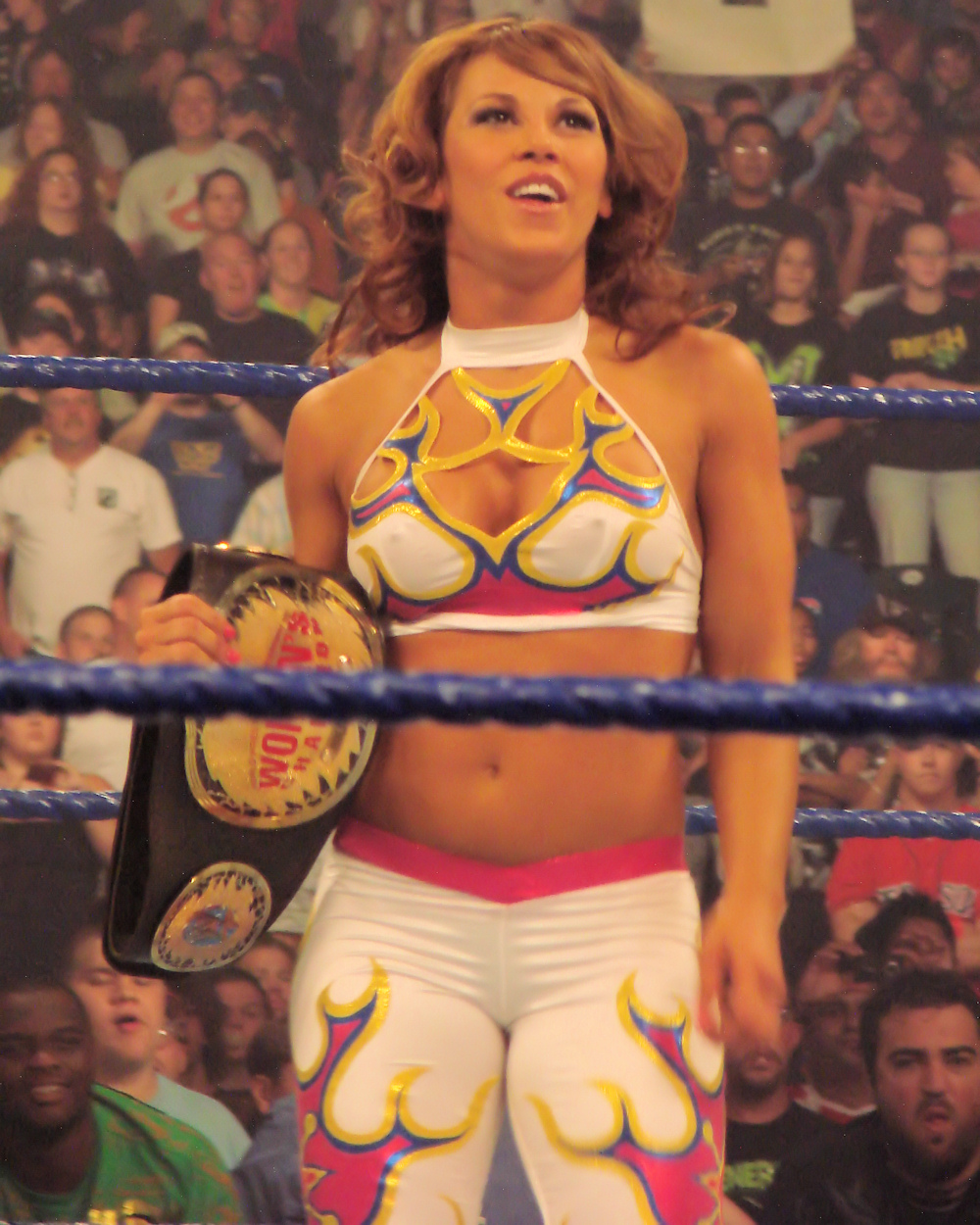
Mickie James en el seu quart regnat com a Campiona Femenina de la WWE.

Va participar en la Miss WrestleMania 25 Diva Battle Royal de WrestleMania XXV, però no va aconseguir guanyar, sent Santina Marella la guanyadora. Posteriorment, junt amb Kelly kelly, s'enfrontà a Beth Phoenix i Rosa Mendes en els Dark match de Judgment Day i Extreme Rules, obtinguent la victoria en ambdós.
Després va començar un enfrontament amb la, en aquell moment, Campiona de les Dives Maryse, quan aquesta va ser moguda a Raw a causa del Draft 2009; guanyant una oportunitat després d'obtenir la victoria en un Divas Fatal Four Way el 26 de juny en el programa de Raw, lluita on també participaven Kelly Kelly, Beth Phoenix i Rosa Mendes. En el Night of Champions va guanyar el Campionat de Dives. Va retenir el títol el 17 d'agost enfront a Gail Kim, el 31 d'agost enfront a Beth Phoenix i en el PPV Hell in a Cell contra Alicia Fox. El 12 d'octubre a Raw va perdre el títol contra Jillian Hall; en aquest mateix programa es va anunciar un Draft de dives on Mickie James i Beth Phoenix varen ser mogudes a Smackdown.
Ràpidament va iniciar un enfrontament amb Michelle McCool i Layla degut a les crítiques d'aquestes últimes referents al pes de Mickie, apodant-la "Piggie James". En el Survivor Series el Team James (Mickie James, Melina, Eve, Kelly Kelly & Gail Kim) va derrotar el Team McCool (Michelle McCool, Alicia Fox, Beth Phoenix, Jillian & Layla). El 4 de desembre va obtenir una oportunitat per al Campionat Femení al derrotar Beth Phoenix i a Natalya en un Triple Treath #1 Contender Match. En el PPV WWE TLC: Tables, Ladders & Chairs va ser derrotada per Michelle McCool que va retenir el campionat.
El seu feu amb LayCool (Michelle McCool i Layla va continuar fins al punt de la seva possible sortida de SmackDown. Mickie va derrotar a Michelle McCool en el Royal Rumble capturant el seu cinquè campionat femení. El 12 de febrer la consultora oficial de SmackDown, Vickie Guerrero va programar una lluita pel dia 26 de febrer entre Mickie i Michelle pel campionat femení, on Vickie seria el réferi especial. Durant el combat Vickie Guerrero va donar una bofetada a Mickie, cosa que la va portar a la derrota del combat i ha perdre el títol.
El 22 de març va acompanyar a Eve, Gail Kim i Beth Phoenix que van perdre enfront a Michelle McCool Layla i Maryse. A WrestleMania XXVI va participar en un tag team, junt amb Beth Phoenix, Gail Kim, Eve Torres i Kelly Kelly, contra Vickie Guerrero, Michelle McCool, Layla, Maryse i Alicia Fox, perdent el seu equip.
El 22 d'abril va ser despatxada de la WWE per problemes amb l'empresa.

### Circuit independent
Després de la seva sortida de la WWE va participar en events de la World Wrestling Council (WWC). A l'event Aniversario, l'11 de juliol, va derrotar a ODB. També va lluitar per la Maryland Championship Wrestling, el 31 de juliol de 2010, derrotant a Mia Yim en una luita individual.

### Total Nonstop Action Wrestling

#### 2010
Va debutar a TNA Impact! el 7 d'octubre de 2010, on va anunciar que seria àrbitre especial en la lluita pel Campionat de knockouts entre la campiona Angelina Love, Velvet Sky, Tara i Madison Rayne en el PPV Bound for Glory. En dita lluita, la qual va ser guanyada per Tara, Madison Rayne va atacar a Mickie James, qui es va defensar de l'atac i va començar un enfrontament amb Tara.
A Turning Point, es va enfrontar a Tara en una lluita que va acabar sense resultat en ser descalificades ambdues per no fer cas de les instruccions de l'àrbitre.
El 18 de novembre es va convertir en la nº1 contender pel TNA Women's Knockout Championship després de derrotar a Angelina Love. En el TNA Genesis s'enfrontarà amb Madison Rayne en un combat titular.

## En lluita
- Moviments finales
  - Long Kiss Goodnight (Beso al rival seguido de una Reverse roundhouse kick)
  - Mickie-DT / Laree DDT / Implant DDT(Standing tornado DDT / jumping DDT) - 2005-2010
  - Mick Kick (Roundhouse kick) – 2005–2006; de Trish Stratus
  - Stratusfaction (Springboard bulldog) - 2005-2006; de Trish Stratus
  - Mickie Blast (Superkick) - 2009-2010
- Moviments de firma
  - Mick-a-rana (Rope aided hurricanrana)
  - Spinning back kick
  - Leg hook suplex pin
  - Repeated arm drags
  - One-handed cartwheel seguido de un monkey flip, a vegades amb una sola cama
  - Snapmare seguit de baseball slide a la cara
  - Wheelbarrow victory roll
  - Modified spinning arm drag takedown
  - Arm-trap neckbreaker slam
  - Top rope sunset flip
  - Diving crossbody
  - Clothesline, back elbow smash, seguit d'un double knife-edge chop
  - Lou Thesz press con punching combination
- Lluitadors dirigits
  - CM Punk
  - Trish Stratus
  - Joey Matthews
  - The Gathering
  - A.J. Styles
  - Tommy Dreamer
  - Kofi Kingston
  - Ashley Massaro
  - Candice Michelle
  - Maria
  - Kelly Kelly

## Campionats i triomfs
- CyberSpace Wrestling Federation 
  - CSWF Women's Championship (1 vegada)
- Delaware Championship Wrestling
  - DCW Women's Championship (1 vegada)
- Impact Championship Wrestling
  - ICW Super Juniors Championship (1 vegada)
- Premier Wrestling Federation
  - PWF Women's Championship (1 vegada)
- Southern Championship Wrestling
  - SCW Diva Championship (1 vegada)
- Ultimate Championship Wrestling
  - UCW Women's Championship (1 vegada)
- Ultimate Wrestling Federation
  - UWF Women's Championship (2 vegades)
- World Wrestling Entertainment
  - WWE Women's Championship - 5 vegades
  - WWE Divas Championship - 1 vegada
- Total Nonstop Action Wrestling
  - TNA Women's Knockout Championship - 1 vegada
- Pro Wrestling Illustrated
  - PWI Lluitadora de l'any - 2009
  - Situada al Nº4 al PWI Female 50 el 2008
  - Situada al Nº1 al PWI Female 50 el 2009